# 梅原怜子
梅原 怜子（うめはら れいこ、1994年12月11日 - ）は、日本のシンガーソングライター。兵庫県西宮市生まれ。兵庫県立西宮今津高等学校出身。現在は事務所に所属しておらず、フリーで活動中。

## 人物・来歴
- 兵庫県西宮市出身。中学時代には吹奏楽部に所属しパーカッションを担当。また、3年時には部長を務める。[1]
- 好きな食べ物はパスタ、チーズ、湯葉。好きなアーティストは倖田來未、Superfly、森高千里、aiko、阿部真央。趣味はコスメ全般、断捨離。苦手な物は運動。[1]
- 兵庫県立西宮今津高等学校在学中、文化祭でバンドを組んだ事がきっかけで歌手を志し、avex主催の企画「HIGHSCHOOLSINGER.JP（ハイスクールシンガー）」に参加。黒須チヒロ作詞、kzm作曲の「Dream Catcher」をリリース。[1]
- 高校卒業と同時に上京。独学でギター、作詞、作曲を学び、シンガーソングライターとして活動を始める。
- 上京した翌年の2014年、TBSのオーディションバラエティ番組『Sing! Sing! Sing!』1st Seasonに出場し、決勝まで勝ち上がる。決勝では佐々木真央に僅差で敗れるものの、準優勝という好成績を収めた。[2]
- 番組で歌った「ビューティフル・ネーム」と「渡良瀬橋」の2曲は、番組内でアレンジ・ピアノを担当した河野伸のプロデュースとして「梅原怜子 produced by Shin Kono」名義で配信されている。[3]
- 2015年に1stミニアルバム『スタートボタン』を発売。[1]
- 現在は[いつ?]ライブ活動の他、SNSでの動画の配信なども精力的に行っている。
- J-POPユニットmerciのボーカル、Reiko名義でも活動中。
- 168cmの高身長とスタイルの良さから、「美脚系シンガーソングライター」とも称されている。[4]

## ディスコグラフィ

### シングル
梅原怜子名義
| 発売日         | タイトル                            | 収録アルバム   |
| -------------- | ----------------------------------- | -------------- |
| 2012年10月24日 | Dream Catcher (HIGHSCHOOLSINGER.JP) |                |
| 2015年12月11日 | 星を見上げて                        | スタートボタン |
| 2015年12月11日 | My Quest                            | スタートボタン |
| 2015年12月11日 | マネージャー                        | スタートボタン |

S!X3X6ファイナリスト梅原怜子名義
| 発売日        | タイトル      | 収録アルバム |
| ------------- | ------------- | ------------ |
| 2014年10月1日 | GLAMOROUS SKY |              |

梅原怜子 produced by Shin Kono名義
| 発売日         | タイトル               | 収録アルバム |
| -------------- | ---------------------- | ------------ |
| 2014年11月12日 | ビューティフル・ネーム |              |
| 2014年11月12日 | 渡良瀬橋               |              |

merci名義
| 発売日       | タイトル      | 収録アルバム |
| ------------ | ------------- | ------------ |
| 2014年9月9日 | 届かなくて    | encounter    |
| 2014年9月9日 | 大きな一歩    | encounter    |
| 2014年9月9日 | 君の存在      | encounter    |
| 2014年9月9日 | mannerism     | encounter    |
| 2015年8月7日 | トナリタイ    | DIARY        |
| 2015年8月7日 | summer branch | DIARY        |
| 2015年8月7日 | ポケット      | DIARY        |
| 2015年8月7日 | STEP UP!!     | DIARY        |

### ミニアルバム
梅原怜子名義
| 発売日         | タイトル       | 収録曲                                   |
| -------------- | -------------- | ---------------------------------------- |
| 2015年12月11日 | スタートボタン | - 星を見上げて - My Quest - マネージャー |

merci名義
| 発売日       | タイトル  | 収録曲                                              |
| ------------ | --------- | --------------------------------------------------- |
| 2014年9月9日 | encounter | - 届かなくて - 大きな一歩 - 君の存在 - mannerism    |
| 2015年8月7日 | DIARY     | - トナリタイ - summer branch - ポケット - STEP UP!! |